# Ушаково (Амурская область)
Ушако́во — село Шимановского района Амурской области России. Административный центр и единственный населенный пункт Ушаковского сельсовета.
Было основано в 1859 году.

## Географическое положение
Располагается в юго-западной части Шимановского района на левом берегу реки Амур.
Село удалено от районного центра г. Шимановска на расстоянии — 120 км, от областного центра (Благовещенска) — на 365 км.
Дорога к селу Ушаково идёт на север от села Саскаль (на автодороге Шимановск — Новогеоргиевка — Саскаль).
На север от Ушаково идёт дорога к сёлам Нововоскресеновка и Аносово.
История: Село основано в 1872 г. 
Топонимика: село названо в честь состоявшего по особым поручениям при графе Николае Николаевиче Муравьеве-Амурском полковника А.М. Ушакова, бывшего неоднократно в амурских экспедициях и сплавах [Мельников А.В., 2009].

## Население
| 2002 | 2010 | 2012 | 2013 | 2014 | 2015 | 2016 |
| ---- | ---- | ---- | ---- | ---- | ---- | ---- |
| 514  | ↘480 | ↗513 | ↗524 | ↗547 | ↘546 | ↘521 |
| 2017 | 2018 | 2021 |      |      |      |      |
| ↘494 | ↘475 | ↘468 |      |      |      |      |